# Breakin’ All the Rules
Breakin’ All the Rules ist eine US-amerikanische Filmkomödie aus dem Jahr 2004. Regie führte Daniel Taplitz, der auch das Drehbuch schrieb.

## Handlung
Quincy Watson arbeitet für eine Zeitschrift, derer Verleger Philip Gascon von ihm verlangt, dass Watson zahlreichen Mitarbeitern kündigt. Gascon erklärt, es gehöre zu Privilegien seiner Stellung, dass man Schmutzarbeit delegieren könne. Watson kündigt stattdessen selbst seinen Job. Er wird von seiner Verlobten Helen Sharp verlassen.
Watson schreibt das Buch Break Up Handbook darüber, wie man eine Beziehung beenden kann, bevor der Partner es tut. Das Buch wird zum Bestseller. Watsons Verwandter Evan Fields wendet die Ratschläge aus dem Handbuch an und macht Schluss mit seiner Freundin Nicky Callas. Watson lernt Callas kennen und kommt ihr näher. Fields stellt fest, dass er immer noch Callas liebt und fühlt sich von seinem Cousin hintergangen.

## Kritiken
Roger Ebert schrieb in der Chicago Sun-Times vom 11. Mai 2004, der Film verbinde Elemente einer romantischen Komödie, eines Verwechslungsfilms und einer Satire auf die Verlagspolitik. Er lebe von den Darstellungen von Jamie Foxx, Morris Chestnut und Gabrielle Union, die witzig seien. Gabrielle Union habe ein warmes Lächeln während Jennifer Esposito wie eine Männerfalle wirke. Der Film sei kein komödiantisches Meisterwerk, aber er sei unterhaltsam und wirkungsvoll („is not a comic masterpiece, but it's entertaining and efficient“).
Film-Dienst schrieb, der Film sei eine „mit afroamerikanischen Hauptdarstellern besetzte romantische Verwirrungskomödie“. Er biete „standardisierte Unterhaltung mit vielen Albernheiten“.

## Auszeichnungen
Gabrielle Union wurde im Jahr 2004 für den BET Comedy Award nominiert; im Jahr 2005 wurde sie für den Image Award nominiert. Jamie Foxx und Gabrielle Union wurden 2005 für den Black Reel Award nominiert.

## Hintergründe
Der Film wurde in Los Angeles gedreht. Er spielte in den Kinos der USA ca. 11,8 Millionen US-Dollar ein. In zahlreichen Ländern wie die Niederlande, Argentinien, Japan und Finnland wurde er direkt auf DVD bzw. Video veröffentlicht.